# Chondrostoma meandrense
Chondrostoma meandrense är en fiskart som beskrevs av Elvira, 1987. Chondrostoma meandrense ingår i släktet Chondrostoma och familjen karpfiskar. IUCN kategoriserar arten globalt som sårbar. Inga underarter finns listade i Catalogue of Life.